# Spiridione Lusi
Spiridione Lusi (in greco Σπυρίδων Λούζης, Spyridon Louzis; in tedesco Spiridion Graf von Lusi; Cefalonia, 1745 – Potsdam, 1815) è stato un diplomatico, politico e letterato greco naturalizzato prussiano.

## Biografia
Di origine greca, Spiridione Lusi nacque a Cefalonia, all'epoca sotto il dominio della Serenissima Repubblica di Venezia. Si trasferì in Italia, dove visse per molti anni e fu educato al Collegio Greco di Venezia, e, in seguito, all'Università di Padova. 
Fu inviato come Ministro della Repubblica di Venezia a Londra, in Prussia e a Berlino.
Tradusse le opere di Luciano, dalla lingua greca a quella italiana, in quattro volumi pubblicati a Londra e Venezia nel 1764. Il Lusi aggiunse anche alcuni dialoghi tradotti da Gasparo Gozzi. Molti anni dopo si trasferì a Vienna.